# Сен-Сюльпис (церковь)
Церковь Святого Сульпиция (фр. l'église Saint-Sulpice) находится на одноимённой площади в 6-м округе Парижа (юг Сен-Жерменского квартала), между Люксембургским садом и бульваром Сен-Жермен. Во времена правления Людовика XIV это была самая большая после собора Нотр-Дам приходская церковь Парижа. Она представляет собой внушительное здание длиной 120 метров, шириной 57 метров и высотой 30 метров до центральной точки свода. Названа в честь святого Сульпиция Благочестивого, епископа города Бурж времён Меровингов (VII век). 20 мая 1915 года церковь Сен-Сюльпис была объявлена историческим памятником Франции.
Проект оформления полуциркульной площади Сен-Сюльпис c одинаковыми фасадами выходящих на площадь зданий разработал в 1754 году итальянский архитектор, автор проекта церкви Джованни Сервандони, но проект не был реализован. В 1807 году по распоряжению Наполеона Бонапарта в центре площади установили Фонтан Мира. В 1843 году архитектор Луи Висконти разработал проект ныне существующего фонтана, который стали называть «Четыре епископа» (завершён в 1847 году). В полукруглых нишах этого сооружения установлены скульптуры четырех епископов, служивших церкви при Людовике XIV. Каждая статуя обращена к определенной стороне света: к северу — епископ Мо Жак-Бенинь Боссюэ, к востоку — архиепископ Камбре Франсуа Фенелон, к западу — епископ Нима Эспри Флешье, к югу — епископ Клермона Жан-Батист Масийон.
Фонтан также называют по-французски «La Fontaine des quatre points cardinaux», что означает «Фонтан четырех основных направлений», поскольку скульптуры обращены лицом на север, юг, восток и запад. Это название является каламбуром, потому что «points cardinaux» можно понимать как «Point Cardinaux», что означает «не кардиналы», поскольку все четыре епископа, несмотря на свою известность, никогда не были возведены в кардиналы.

## История церкви

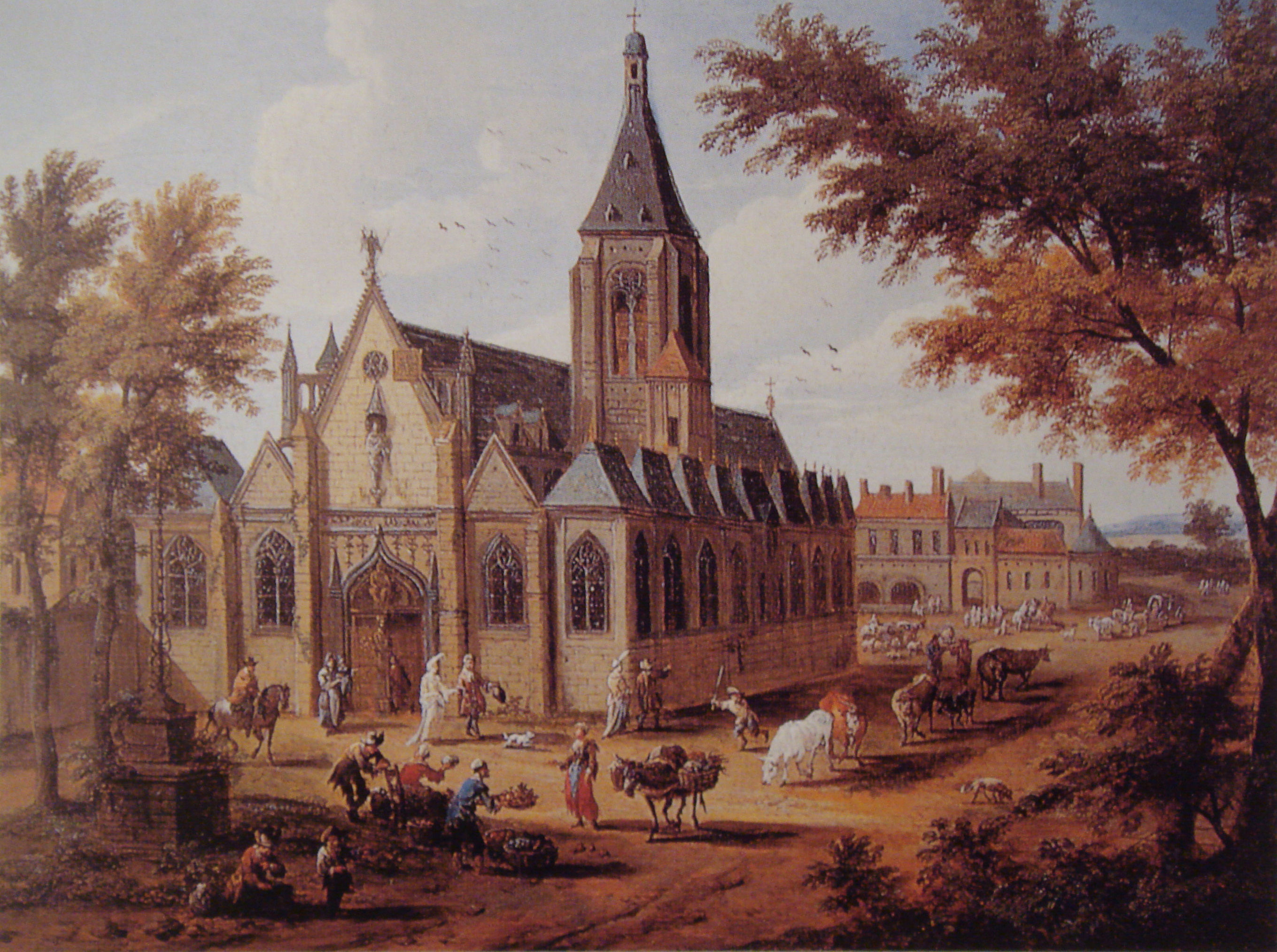
Церковь-предшественница

В начале приход Сен-Сюльпис входил во владения аббатства Сен-Жермен-де-Пре. В 1159 году папа Адриан IV передал аббатам Сен-Жермен-де-Пре полную духовную и светскую юрисдикцию над церквями, расположенными на его территории. В 1724 году раскопки вблизи церкви обнаружили остатки надгробия X века, что дало основание предполагать существование на этом месте кладбищенской церкви. Церковь св. Сульпиция строили с XII по XIV век в романо-готическом стиле. С 1180 года она служила приходским храмом для всего Сен-Жерменского предместья. Несмотря на пристройки, предпринятые Франциском I и Генрихом IV, старая церковь могла к началу XVII века вместить лишь небольшую часть прихожан. Работы по возведению храма длились более 130 лет.
Между 1615 и 1631 годами Кристоф Гамар руководил работами по расширению нефа церкви за счет добавления боковых капелл. По мере увеличения населения квартала церковные власти всё чаще поднимали вопрос о строительстве вместительного храма. Решение было принято, когда Жан-Жак Олье в 1641 году основал конгрегацию и семинарию Св. Сульпиция. Строительные работы были доверены К. Гамару, архитектору аббатства Сен-Жермен-де-Пре. Вдовствующая королева Анна Австрийская, взяв сульпициан под своё покровительство, 20 февраля 1646 года заложила первый камень их главной церкви.
Архитектор Гамар скончался в 1649 году. В 1655 году Луи Лево представил новый план церкви, который был продолжением проекта Гамара, но он был отвергнут церковными старостами по причине недостаточной вместимости будущей церкви. В 1660 году Даниэль Гиттар, архитектор принцев Конде, представил новый проект. Он был утверждён 20 июня 1660 года. К 1678 году были готовы алтарь и северный портал, после чего строительство остановилось из-за отсутствия средств.
Архитпектор Д. Гиттар умер в 1686 году. В работе принимал участие его сын Пьер Гиттар. Но строительство возобновили уже после смерти «короля-солнца», в 1719 году под руководством Жиль-Мари Оппенора. Южный рукав трансепта был построен в 1723 году, неф завершен к 1736 году.
В 1732 году был объявлен конкурс на проект фасада, который выиграл итальянский архитектор Джованни Сервандони. Но проект Сервандони предполагал вписать церковь в обширную полукруглую площадь в римском стиле, планы которой архитектор представил в 1752 году. Такой проект требовал приобретения обширного участка земли и сноса существующих домов. Сервандони не успел завершить свою работу. Он построил два яруса фасада, которые мы видим и сегодня, а также первые этажи башен.
Архитектором церкви Сен-Сюльпис стал назначенный в 1765 году, за год до смерти Сервандони, Удо де Маклорен. Он продолжил строительство башен фасада, вдохновленный ранними планами Сервандони, которые предусматривали две одинаковые двухэтажные башни, увенчанные шатрами и статуями. Но он сумел возвести только южную башню. Фронтон, показанный на чертежах Сервандони, также, вероятнее всего, не был построен (по иным источникам разрушен ударом молнии). Удо де Маклорен ушел в отставку в 1772 году. Северную башню с 1777 года возводил Ж.-Ф. Шальгрен (закончена в 1781 году). Южная башня, на 5 метров ниже северной, остаётся недостроенной.
Незадолго до революции, в 1777 г., работы вновь были остановлены. В годы революции церковь стала храмом Разума, затем храмом Побед, а потом продовольственным складом и банкетным залом. Физик Клод Шапп в 1798 году установил на каждой из башен оптический телеграф. Долгое время шли споры о достройке башен, но решение не было принято. Окончанием строительства церкви Сен-Сюльпис считается 1870 год. В 1871 году прусские снаряды повредили северную башню. Её реставрация была произведена в 1911 году. В конце двадцатого века были проведены обширные реставрационные работы.
С церковью Св. Сульпиция связаны имена многих прославленных парижан: здесь были крещены маркиз де Сад и Шарль Бодлер, венчался Виктор Гюго, были похоронены внучки Людовика XIV и мадам де Монтеспан (и, в частности, Луиза Елизавета Орлеанская).

## Архитектура
Церковь Сен-Сюльпис представляет собой трёхнефную базилику с большим хором в восточной части. Её трансепт согласно постановлениям тридентского собора, не должен был выступать за пределы нефов (в дальнейшем это правило было нарушено). Принято считать, что необычный проект западного фасада церкви, разработанный в 1732 году Джованни Сервандони, повторяет композицию фасада лондонского собора Святого Павла, созданного сэром Кристофером Реном (проект 1675 года). Сервандони жил в Лондоне и сходство его первого проекта (с треугольным фронтоном и шатровыми завершениями башен) с собором К. Рена очевидно. Однако в дальнейшем Сервандони создал уникальную композицию, которая не имеет прототипов в истории архитектуры. Не случайно позднее появилось название «стиль сульпиция» (style sulpicien). Итальянский архитектор смело соединил типично итальянскую колоннаду в палладианском стиле с традицией возведения двубашенных храмов, существовавшей, как в Италии, так и в странах «к Северу от Альп».
Проект Сервандони предусматривал две башни, соединенные двухъярусным портиком, оформленным колоннами (внизу дорического, вверху ионического ордера). Симметричные башни фасада должны были быть увенчанными по-барочному вогнутыми шатрами со статуями, а двухъярусная колоннада-лоджия на палладианский манер — иметь треугольный фронтон, также украшенный рельефами и статуями. Всё это придавало бы композиции более барочный характер, но не было реализовано. Башни несколько отличаются друг от друга. Но даже с учётом этих утрат фасад Сервандони выглядит внушительно и элегантно.
Русский художник и знаток истории искусства Александр Николаевич Бенуа, сравнивая церковь с собором Парижской Богоматери на предмет разительных контрастов, представляющих различные эпохи и стили, писал:

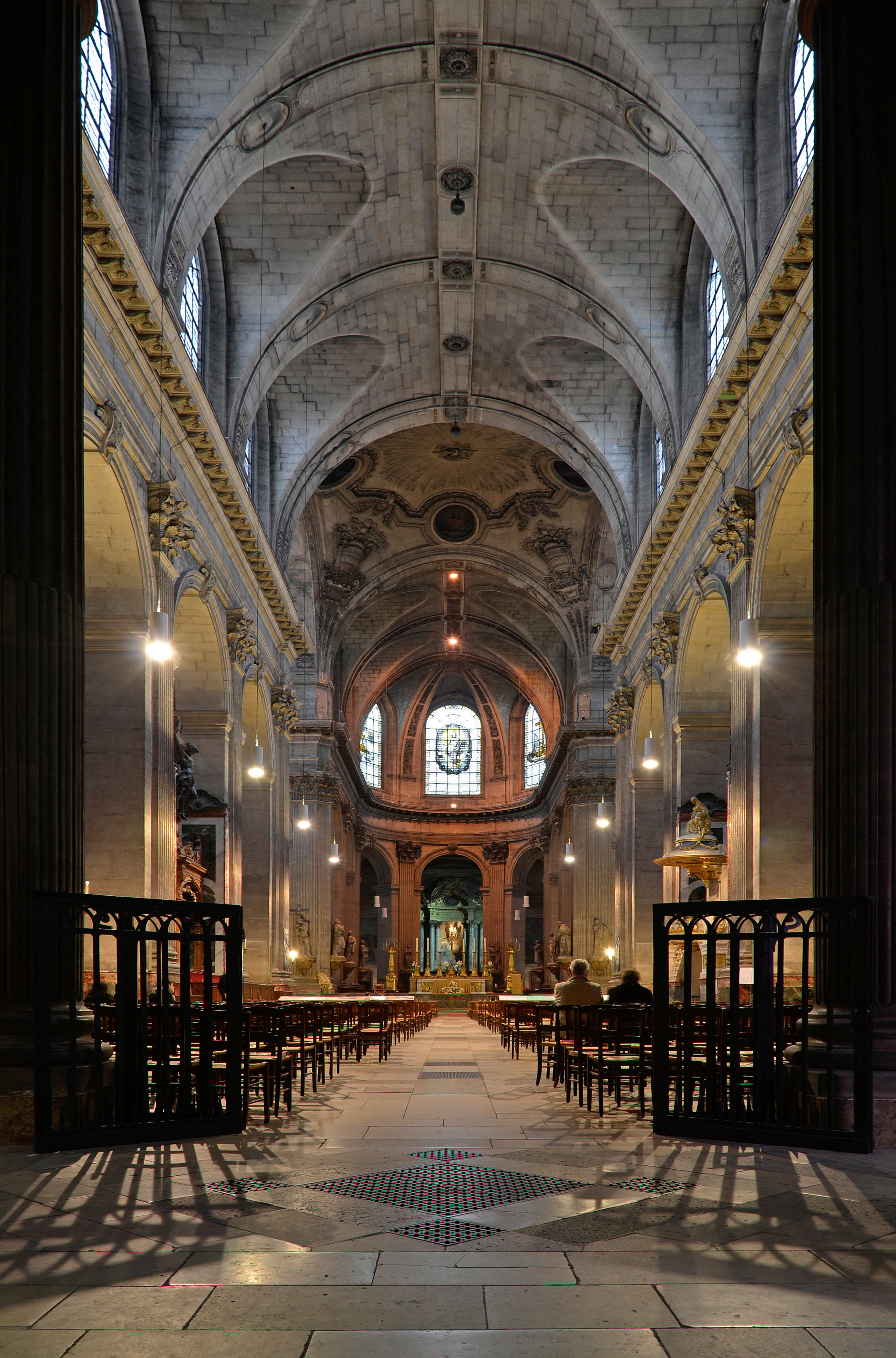
Центральный неф

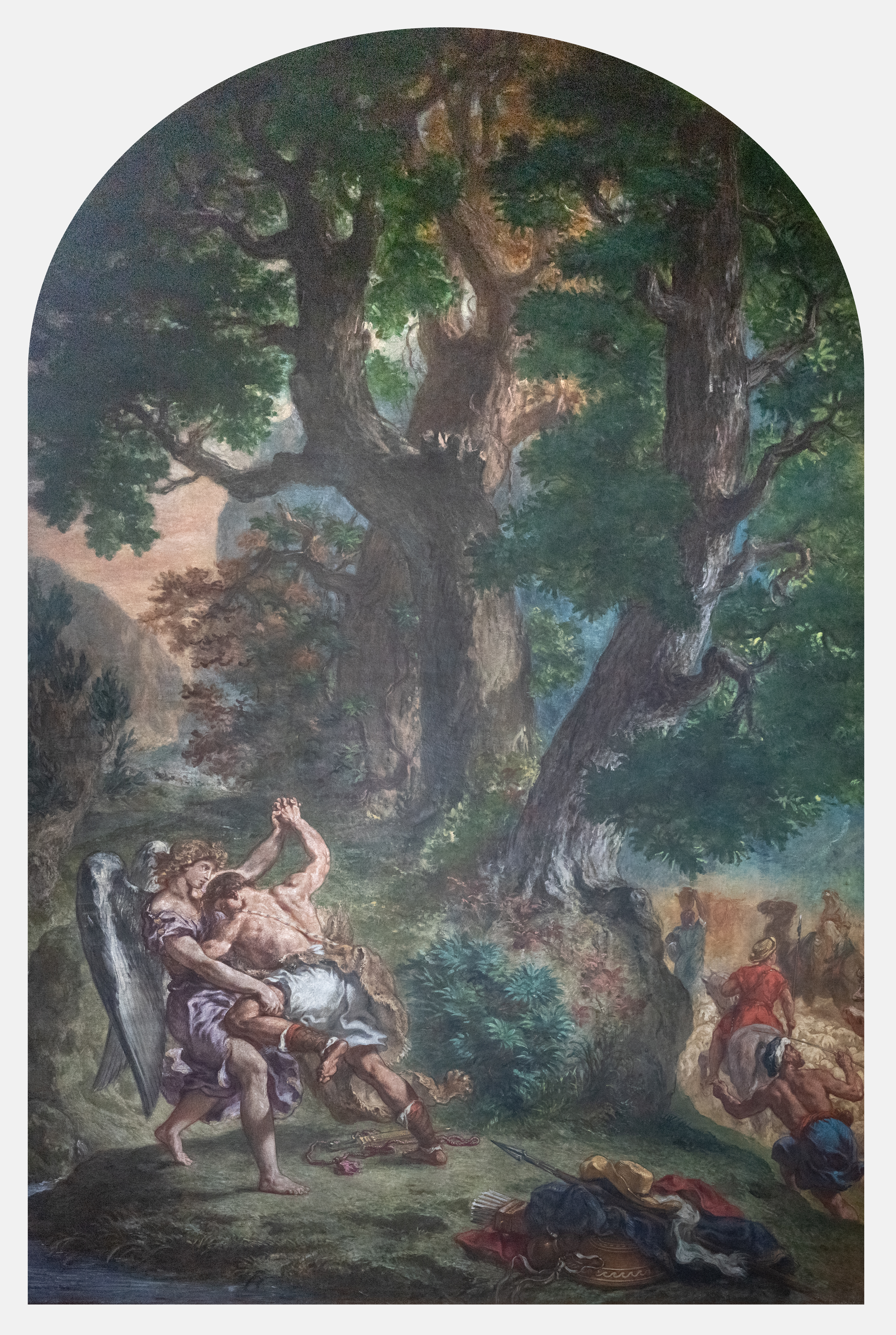
Фреска Делакруа «Борьба Иакова с Ангелом»

Nôtre-Dame представляет собой целую историю «готики» за три столетия её развития, St. Sulpice — один из самых внушительных примеров того стиля, который можно назвать «классическим барокко». И опять-таки в St. Sulpice — целая история этого стиля. Начатый в его нынешнем виде в XVII в. храм получил свое изумительное завершение в грандиозной двухэтажной колоннаде только в середине XVIII в. Также и башни его представляют в двух вариантах одну и ту же тему, — более древний тот, что успел соорудить (но не закончить отделкой) Сервандони всё ещё в прежнем вкусе барокко, тогда как тот, что закончил Шальгрен, — образец стиля Людовика XVI. Но не удивительно ли, что всё это вместе взятое сочетается в одно прекрасное целое!

## Произведения искусства в интерьере
Образуемая колоннадой входного портика лоджия выполняет функцию нартекса. Она украшена семью барельефами (с аллегориями семи добродетелей) и медальонами с изображениями четырёх евангелистов работы скульптора Мишель-Анж Слодца. Скульптурное надгробие Ж.-Ж. Ланге де Жержи (1757), аллегорические фигуры Правосудия, Благоразумия и статуи Св. Марка и Св. Матфея — также работы Слодца. Две статуи, созданные Ф.-Э. Тома, представляют святых Петра и Павла. Капеллы апсиды и боковых нефов содержат выдающиеся произведения искусства. В Капелле Девы в апсиде, оформленной Гамаром, Лево и завершённой по проекту Шарля де Вайи (1774) находится скульптура Мадонны с Младенцем работы скульптора Пигаля, картины Ш.-А. Ван Лоо, фрески Жана Лемуана.
В 1855—1861 годах выдающийся живописец Эжен Делакруа расписал в необычной технике (масло и восковые краски по сухой штукатурке) Капеллу Ангелов (первая капелла справа), в том числе композицией «Борьба Иакова с Ангелом». На плафоне — картина Делакруа (масло на холсте): «Битва Архангела Михаила с Сатаной». В 2016 году картина и росписи (их неверно называют фресками) Делакруа были отреставрированы.
В северном трансепте установлена точная копия статуи Святого Петра работы Арнольфо ди Камбио, оригинал которой находится в базилике Святого Петра в Риме.
В интерьере примечательны также сосуды для святой воды, изготовленные из раковины гигантской тридакны, подарённой венецианским дожем королю Франциску I, другие работы, трибуна органа, спроектированная Шальгреном в 1776 году. Орган работы Франсуа-Мари Клико (1776—1781) восстановлен в 1862 году. На этом инструменте в разные века играли знаменитейшие органисты Франции.
В церкви Сен-Сюльпис сохранилось воспоминание о парижском меридиане, который использовали в качестве нулевого до того, как в 1884 году на Международной конференции в Вашингтоне за нулевой на всём земном шаре было предложено принять гринвичский меридиан. Это напоминание — медная полоска, включённая в камень, расположенная на полу и разделяющая церковь точно по оси — с севера на юг. Парижский меридиан имеет те же географические координаты, что и церковь Сен-Сюльпис. В связи с этим храм фигурирует в коммерческом романе Дэна Брауна «Код да Винчи». Именно там последователь «Опус Деи» — альбинос Сайлас — искал краеугольный камень.